# 1921 في تركيا
فيما يلي قوائم الأحداث التي وقعت خلال عام 1921 في تركيا.

## سياسة

### انتهاء فترة المنصب
- 24 يناير – مصطفى كمال أتاتورك رئيس تركيا.

## مواليد

### يناير
- 1 يناير – ألفريد شيلد فيزيائي أمريكي.

### فبراير
- 4 فبراير – فاطمة نسل شاه

## وفيات

### مارس
- 15 مارس – طلعت باشا (مواليد 1874)